# 落葉とくちづけ (ヴィレッジ・シンガーズの曲)
『落葉とくちづけ』（おちばとくちづけ）は、1968年11月10日にCBS・ソニーレコード（現：ソニー・ミュージックレーベルズ）から発売されたヴィレッジ・シンガーズの楽曲である。レコード品番はSONA 86012。

## 解説
通算8枚目のシングルにしてCBS・ソニーレコード移籍後最初のシングルである。
1969年3月29日には本曲をモチーフにした歌謡映画が公開された。

## 収録曲
※いずれも作詞：橋本淳 / 作曲・編曲:すぎやまこういち
- A面：落葉とくちづけ
- B面：しあわせ色の瞳

| スタブアイコン | サブスタブ | この項目は、まだ閲覧者の調べものの参照としては役立たない、シングルに関連した書きかけの項目です。この項目を加筆・訂正などしてくださる協力者を求めています（P:音楽/PJ:楽曲）。 |